# Одиссей покидает Итаку
«Одиссей покидает Итаку» — цикл фантастических романов Василия Звягинцева, написанный в жанре альтернативной истории. Цикл описывает приключения героев в нескольких мирах с альтернативными вариантами истории, возникшими в результате вмешательств в ход событий в России и СССР, произведённых, главным образом, в первой половине XX века. Состоит из 20 романов.

## Отзывы и критика
Благодаря циклу «Одиссей покидает Итаку» Василий Звягинцев считается основоположником жанра «альтернативной истории» в русской фантастике. Журнал «Мир фантастики» назвал этот цикл «гибридом авантюрной фантастики, альтернативной истории и попаданческого боевика», отмечая что книги Звягинцева «имели большой успех у читателей и породили массу подражаний. Можно сказать, что всё отечественное „попаданчество“ с последующим изменением нашей непростой истории произрастает как раз из цикла Василия Дмитриевича».
А. Б. Гуларян прослеживает эволюцию звягинского цикла:

Василий Звягинцев отрефлексировал обе вышеназванные «болевые точки» русской истории. Впоследствии «белая альтернатива» была «достроена» Звягинцевым до 1904 года в романах «Право на смерть» и «Дырка для ордена». … При этом все романы Василия Звягинцева — это «псевдоальтернативы», его герои выступают «богами с машины», разрешающими все проблемы «исторических аборигенов». Очень интересна идейная эволюция писателя Василия Звягинцева. От шаблонных представлений о безусловно злодейской природе Берии и Сталина в «Одиссее, покидающем Итаку» и безудержного восхваления «белого дела» в «Разведке боем» писатель привел своих героев к необходимости сотрудничества с «отцом народов» в романах «Бои местного значения» и «Скорпион в янтаре». … Подобная эволюция характерна для творчества не только Звягинцева, но и для других писателей, работающих в рассматриваемом жанре. … Василий Звягинцев обозначил смыслы, которые впоследствии распаковывали другие авторы, работающие в жанре альтернативной истории. — Гуларян А. Б. «Эволюция жанра альтернативной истории в российской фантастике» 

## Общий сюжет цикла
Главные герои цикла — люди, первоначально живущие в СССР в начале 1980-х годов. Герои встречаются с агентами двух инопланетных сверхцивилизаций — аггров и форзейлей, тайно живущими на Земле под видом людей и путём скрытых воздействий на события пытающимися влиять на ход человеческой истории, чтобы привести человечество к некоторому состоянию, удобному для них. Эти сверхцивилизации находятся в состоянии длительной войны, и воздействия их на земную историю разнонаправленны. Каждая сторона стремится использовать землян в своих целях, против соперников. Не желая оказываться в роли марионеток неведомых сил, движимых неизвестными побуждениями, герои начинают собственную игру. Им помогает в этом Ирина Седова — одна из агентов инопланетян, решившая порвать со своими хозяевами и остаться с землянами.
Мир цикла — так называемая Гиперсеть — многомерная структура, отдалённо напоминающая компьютер, в которой каждая существующая реальность — лишь мелкий элемент. Реальности могут разветвляться, появляться, исчезать, между ними возможно перемещение. Более того, обладающие соответствующими способностями разумные существа могут силой своего желания творить новые реальности и влиять на ход истории в существующих. Выбравшись за пределы собственной реальности, герои сначала просто живут в предложенных условиях, а затем начинают целенаправленно воздействовать на происходящие события, творя новую историю мира.

## Персонажи
Главные герои основного цикла
- Андрей Дмитриевич Новиков — журналист, психолог. Среди главных героев — неформальный лидер, автор большинства принципиальных идей. Друг, любовник, впоследствии — муж Ирины Седовой. Отказался стать агентом аггров, когда получил такое предложение от Ирины. Друг детства Левашова и Шульгина. Подготовка психолога позволяет ему удачно выступать в качестве политика, вести переговоры, склонять на свою сторону, разгадывать планы противников и обеспечивать эффективное противодействие.
- Ирина Владимировна Седова (Новикова) — агент-координатор цивилизации аггров на Земле. Физиологически она — нормальный человек со специальной подготовкой и дополнительными знаниями, как и все агенты инопланетян. Попав на Землю в качестве наблюдателя и действующего агента, через некоторое время она встретилась с Новиковым и влюбилась в него. Возможно, поэтому в её сознании произошёл перелом, в результате которого она перестала ассоциировать себя с родной цивилизацией. Ирина послужила «запалом» истории — попытки аггров отозвать агента, прекратившего работу, и противодействие этим попыткам со стороны Новикова и его друзей привели к событиям, в результате которых группа землян покинула свою реальность.
- Олег Михайлович Левашов — давний, с детства, друг Новикова и Шульгина. Математик, физик, изобретатель. Самостоятельно разработал теорию и подошёл к практической реализации техники, позволяющей перемещаться между реальностями и между различными точками одной реальности.
- Александр Иванович Шульгин — друг Новикова и Левашова. Врач-психиатр, психолог, спортсмен. Самостоятельно, путём комбинирования техник различных видов спорта, цирковых искусств и боевых единоборств, сформировал уникальную систему специальной подготовки, по возможностям примерно соответствующую, а возможно, и превосходящую технику японских ниндзя. Один на один непобедим. Владеет всеми видами холодного и огнестрельного оружия. В знании психологии не уступает Новикову.
- Алексей Петрович Берестин — офицер-десантник в отставке. Художник. Влюблён в Ирину Седову. Был привлечён Ириной к сотрудничеству после того, как Новиков отказался от аналогичного предложения. Выполнил одно задание в качестве агента аггров. Впоследствии, вместе с Новиковым, Шульгиным и Левашовым, участвовал в операции по спасению Ирины от её хозяев.
- Антон — агент цивилизации форзейлей на Земле. Проводит операции по противодействию агграм. Оказывает помощь группе землян, вступивших в конфликт с агграми, впрочем, преследуя при этом собственные цели. По человеческим представлениям, Антон ближе к людям, чем аггры — он добивается своих целей, предлагая людям определённую собственную выгоду и оставляя им возможность отказаться, в то время как аггры не останавливаются перед прямым принуждением и агрессивными действиями.
- Дмитрий Сергеевич Воронцов — моряк с большим, в том числе боевым, опытом, старший помощник капитана на торговом судне. Был привлечён агентом форзейлей Антоном для выполнения задания в прошлом, в начальном периоде Великой Отечественной войны. Друг Левашова. Через него познакомился с Новиковым, Шульгиным, Берестиным и Ириной, с помощью Антона помог компании уйти от преследования аггров.
- Наталья Андреевна (Воронцова) — давняя любовь Воронцова, отказавшаяся в своё время от него. Сначала была использована Антоном для операции, которую должен был проводить Дмитрий Воронцов, позже встретилась с Дмитрием лично и осталась с ним насовсем.
- Сильвия Спенсер — агент-координатор цивилизации аггров на Земле. Её служебный ранг выше, чем у Ирины. Она изначально планировала и проводила операцию против Ирины, пыталась и позже противодействовать землянам. Потерпев поражение, перешла на сторону победителей.
- Лариса Юрьевна (Левашова) — подруга Натальи Воронцовой. Случайно вошла в компанию посвящённых и осталась в ней, главным образом, из-за тёплых чувств к Олегу Левашову. По специальности — историк, написала диссертацию по антирусской дипломатии XIX века, но защитить её не успела.

## Романы
- Гамбит Бубновой Дамы (1978)
- Одиссей покидает Итаку (1983)
- Бульдоги под ковром (1993)
- Разведка боем (1996)
- Вихри Валгаллы (1997)
- Андреевское братство (Право на смерть) (1997)
- Бои местного значения (1999)
- Время игры (2000)
- Дырка для ордена (2001)
- Билет на ладью Харона (2003)
- Бремя живых (2004)
- Дальше фронта (2005)
- Хлопок одной ладонью (2006, в 2-х томах)
- Скорпион в янтаре (2007, в 2-х томах)
- Ловите конский топот (2008, в 2-х томах)
- Скоро полночь (2009, в 2-х томах)
- Мальтийский крест (2010, в 2-х томах)
- Не бойся друзей (2012, в 2-х томах)
- Большие батальоны (2013, в 2-х томах)
- Величья нашего заря (2014, в 2-х томах)
- Фазовый переход (2016, в 2-х томах)